# Sebastian Späth (Journalist)
Sebastian Späth (* 1991 in Malsch) ist ein deutscher Journalist und Künstler. 2023 wurde er Chefredakteur der deutschen Ausgabe des Genuss- und Lifestylemagazins Falstaff.

## Leben  und Wirken
Späth wuchs im badischen Rastatt als Sohn einer Bäckerfamilie auf. Nach dem Abitur am Ludwig-Wilhelm-Gymnasium in Rastatt begann er als freier Journalist für das Badische Tagblatt im Lokalteil zu arbeiten. Von 2012 bis 2018 studierte Späth Malerei an der Staatlichen Akademie der Bildenden Künste Karlsruhe mit einem Stipendium der Studienstiftung des Deutschen Volkes und dem Heinrich-Herz-Stipendium für herausragende künstlerische Leistungen. Von 2018 bis 2020 besuchte er die Deutsche Journalistenschule in München. 
Als freier Journalist arbeitete er u. a. für den Spiegel und die Zeit. Nach Stationen bei Bild, Stern und t-online war er als Redakteur beim Spiegel zuständig für den Bereich „Stil“.
2019 machte Späth gemeinsam mit Ulrike Knöfel im Spiegel die Kontroverse um ein rund 500 Werke umfassendes Konvolut mit Studentenarbeiten und Frühwerken von Gerhard Richter öffentlich, die der Künstler bei seiner Flucht aus der DDR zurückließ. Über Jahre versuchten dubiose Händler, dieses dem Gerhard-Richter-Archiv in Dresden sowie Privatsammlern zu Summen von bis zu 120 Millionen Euro zu verkaufen.
Im Jahr 2023 sorgte Späth gemeinsam mit Alexander Kühn mit einem Spiegel-Interview für Aufsehen, in dem die ehemalige Vogue-Chefredakteurin Christiane Arp ihre Depression öffentlich machte, die sie als einen Grund für ihren Amtsrücktritt bezeichnete.
Seit 2023 ist Späth Deutschland-Chefredakteur des Genuss- und Lifestyle-Magazins Falstaff. 2025 übernahm er zusätzlich die Chefredaktion von Falstaff Travel.
Späth war Mitinitiator und Co-Moderator des Podcasts Extrem dumme Fragen, in dem er von 2021 bis 2024 gemeinsam mit Niklas Bolle Gespräche über Kunst und Gesellschaft führte. Zudem moderierte er den Interviewpodcast Berlin in Höflich, der sich mit Persönlichkeiten aus den Hackeschen Höfen in Berlin beschäftigte. Zeitweise war er auch Gastgeber des Nachrichtenpodcasts Tagesanbruch von t-online.
In seinem künstlerischen Werk befasste sich Späth mit der Selbstinszenierung im digitalen Raum, insbesondere auf Plattformen wie Instagram, Facebook und YouTube. Dabei nutzte er soziale Medien nicht nur zur Präsentation, sondern als eigenständige künstlerische Medien. Ein zentrales Motiv von Späths Arbeit ist die Selbstoptimierung als künstlerische Praxis. Er versteht Kunst nicht als abgeschlossenes Werk, sondern als bewusste Lebensführung, womit er den traditionellen Werkbegriff unterläuft.
Neben seiner journalistischen Tätigkeit ist Späth als Autor tätig. Er ist auf Ästhetik- und Geschmacksfragen spezialisiert und schreibt über Kunst, Kulinarik, Mode sowie Design.

## Rezeption
Späths Werk wurde mehrfach im Kontext einer sich wandelnden Medien- und Kunstöffentlichkeit besprochen. Die Kulturwissenschaftlerin Annekathrin Kohout bezeichnete ihn als Vertreter einer „Post-Social-Media-Kunst“, in der nicht mehr das Kunstwerk im Zentrum steht, sondern die künstlerisch gelebte Persona. Seine Praxis erinnere an eine zeitgenössische Form der Bohème, in der das Leben selbst zur fortlaufenden Performance werde. Instagram werde dabei nicht nur als Ausstellungsfläche, sondern als künstlerisches Medium im Sinne eines erweiterten Kunstbegriffs genutzt, der Aspekte wie Körperarbeit, narrative Selbstverhandlung und digitale Sichtbarkeit einbeziehe.
Der Kunstwissenschaftler Wolfgang Ullrich ordnete Späths Werk dem Konzept der „Nachkunst“ zu – einer Kunstform, die medienübergreifend arbeitet, traditionelle Vorstellungen vom Werkbegriff auflöst und Elemente politischer wie ökonomischer Selbstreflexion einbindet. Späths künstlerische Strategie, so Ullrich, kombiniere Selbstinszenierung, digitale Öffentlichkeit und ironische Überhöhung und stehe damit exemplarisch für eine zeitgemäße Erweiterung des klassischen Künstlerbildes.

## Bücher
- Wir können Euch nicht helfen. Ein Künstler über die Grenzen der Kunst. Selbstverlag, Karlsruhe 2018, ISBN 978-3746046686
- Daniel Gottschlich, Sebastian Späth: Grazie Roma – Wie ich mein Sternerestaurant zurückließ, in Italien Inspiration für neue Gerichte fand und mich am Ende selbst überraschte. Du Mont Buchverlag, Köln 2025, ISBN 978-3-7558-2008-6.